# Pittler-Tornos

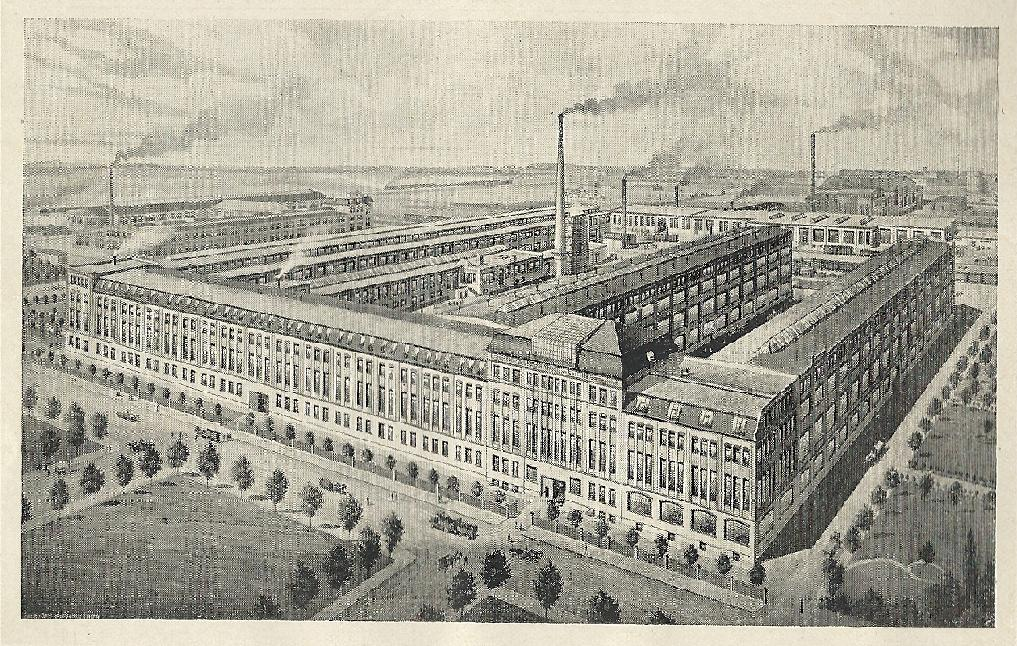
Werkzeugmaschinenfabrik um 1917

Aktie über 100 Reichsmark

Die Pittler-Tornos Aktiengesellschaft, wurde 1889 in Leipzig als Maschinenfabrik „Invention“ gegründet. Das Unternehmen war auf die Herstellung von Revolverdrehbänken spezialisiert. Nach einigen Umstrukturierungen musste das Unternehmen jedoch 1997 Konkurs anmelden. Der Standort Leipzig wurde 1999 von der EMAG Gruppe übernommen.

## Geschichte

Wilhelm von Pittler

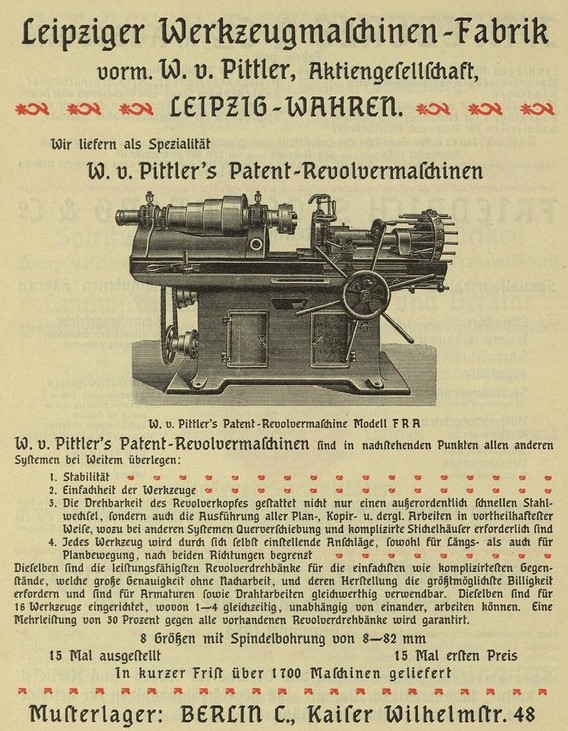
Weltausstellung Paris 1900

Julius Wilhelm von Pittler gründete 1889 das Unternehmen zur Herstellung und zum Vertrieb von Maschinen und anderen Erzeugnissen der Metallindustrie. Am 21. September 1895 erfolgte die Umwandlung in eine Aktiengesellschaft, die „Leipziger Werkzeugmaschinenfabrik vorm. W. von Pittler AG“. Von 1899 bis 1945 war deren Sitz in Leipzig-Wahren. Zur Firma gehörten ein eigenes Kraftwerk, sowie eine Gießerei in Leipzig-Plagwitz. Am 2. März 1922 erfolgte die Umbenennung in Pittler Werkzeugmaschinenfabrik AG. Im Jahre 1928 erwarb die Pittler AG die Aktienmehrheit der Magdeburger Werkzeugmaschinenfabrik AG.
Zu Beginn des Zweiten Weltkrieges 1939 war Pittler der größte kontinentaleuropäische Hersteller von Revolverdrehbänken, weshalb nach dem Zweiten Weltkrieg 1945 die Firma sequestriert und das Stammwerk demontiert wurde. Um für einen Teil der ehemaligen Belegschaft Arbeitsmöglichkeiten zu schaffen, wurde im Februar 1946 die Firma A. H. Paul, vormals Pittler AG, gegründet, jedoch zum 1. September 1946 wieder aufgelöst, womit das Unternehmen Werkzeugbau und Reparaturbetrieb GmbH Leipzig gegründet wurde.
Dieses Unternehmen wurde auf der Grundlage des Volksentscheids in Sachsen 1946 enteignet und im August 1948 im Handelsregister gelöscht.
Die ehemaligen Eigentümer wagten einen Neustart mit der Gründung der Pittler Maschinenfabrik AG (Hauptaktionär Deutsche und Dresdner Bank; 1982 Gildemeister AG; 1985 Gebrüder Rothenberger) und verlegten ihren Unternehmenssitz nach Langen (Hessen).
Zum 31. Dezember 1949 erlosch das Unternehmen Werkzeugbau und Reparaturbetrieb GmbH Leipzig.
Das Vermögen des enteigneten Unternehmens wurde dann nach 1948 für den Aufbau des neuen VEB Drehmaschinenwerk Leipzig eingesetzt. Am 1. Juni 1959 wurde der VEB Centex Leipzig mit eingegliedert und seit 1969 gehörte der VEB Drehmaschinenwerk Leipzig zum Werkzeugmaschinenkombinat „7. Oktober“ Berlin. Ab 1982 erfolgte eine Kooperation mit der Gildemeister AG in Bielefeld.
Mitte der 1960er Jahre entwickelte Pittler das CNC-Programmiersystem AutoPit, das auf APT basierte, und vertrieb es bis in die 1980er Jahre.
Die Sanierung der Maschinenfabrik Werner & Kolb in Berlin und der Leipziger Drehmaschinen GmbH 1990 und 1991 stellte eine finanzielle Überforderung dar. Daraufhin wurde 1991 der Betrieb privatisiert und in Pittler-Tornos Werkzeugmaschinen GmbH Leipzig umbenannt (Mehrheitsteilhaber Rothenberger). 1997 folgte jedoch der Konkurs.
Archivgut der Pittler Werkzeugmaschinenfabrik aus dem Zeitraum 1899 bis 1945 befindet sich als Bestand 20792 Pittler-Werkzeugmaschinenfabrik AG, Leipzig, im Sächsischen Staatsarchiv, Staatsarchiv Leipzig (Umfang: 7 laufende Meter).

## Nachfolgeunternehmen
Die insolvente Pittler-Tornos Aktiengesellschaft wurde 1999 nach ihrer Insolvenz von der EMAG Gruppe übernommen. Daraufhin gliederte sich die EMAG Gruppe in EMAG Leipzig.
Die insolvente Pittler Maschinenfabrik GmbH in Langen/Hessen (Mehrheitsteilhaber Gebrüder Rothenberger) wurde 1997 von der in Portland/Oregon beheimatete Precision Castparts Corporation (PCC) – firmiert unter PCC Pittler Maschinenfabrik GmbH (Neugründung) und danach im Jahr 2001 von dem Investor Udo Oppermann und Mirko Kovats – umfirmiert in Pittler Werkzeugmaschinen GmbH übernommen. Nach einem weiteren Konkurs noch im selben Jahr übernahm 2002 die DISKUS WERKE AG (Mehrheitsteilhaber Rothenberger 4xS Vermögensverwaltungs GmbH) die Gesellschaft – firmiert unter Pittler T&S GmbH (Neugründung) und zog 2005 mit dem Unternehmen von Langen nach Dietzenbach.
Die Pittler Berufsausbildung GmbH wurde 1997 von der Stadt Langen/Hessen übernommen und weitergeführt. Es konnte somit eine Insolvenz abgewendet werden. Die Stiftung Fraport Pro Region beteiligte sich 2006 an dem Unternehmen. Heute trägt es den Namen Pittler Pro Region Berufsausbildung GmbH.
Die insolvente Pittler Maschinenfabrik AG (Hauptaktionär Gebrüder Rothenberger) wurde wieder revitalisiert. Die Werkshallen in Langen wurden 2005 und das Hochhaus im Jahr 2013 demontiert und abgerissen. Der Konkurs wurde im Jahre 2008 abgeschlossen und ist im selben Jahr durch Zwangsvergleich beendet worden. Auf der Hauptversammlung im Jahr 2012 wurde die Fortsetzung der börsennotierten Holding-Gesellschaft beschlossen, die über hohe steuerlich nutzbare Verlustvorträge verfügte. 2014 beteiligte sich die Gesellschaft an verschiedenen Werkzeugbauunternehmen, darunter ein neu gegründetes Joint Venture mit der Diskus Werke AG. Hauptaktionäre der Pittler Maschinenfabrik AG sind Günter Rothenberger Beteiligungen GmbH und Rothenberger 4xS Vermögensverwaltungs GmbH und GbR.

## Patente

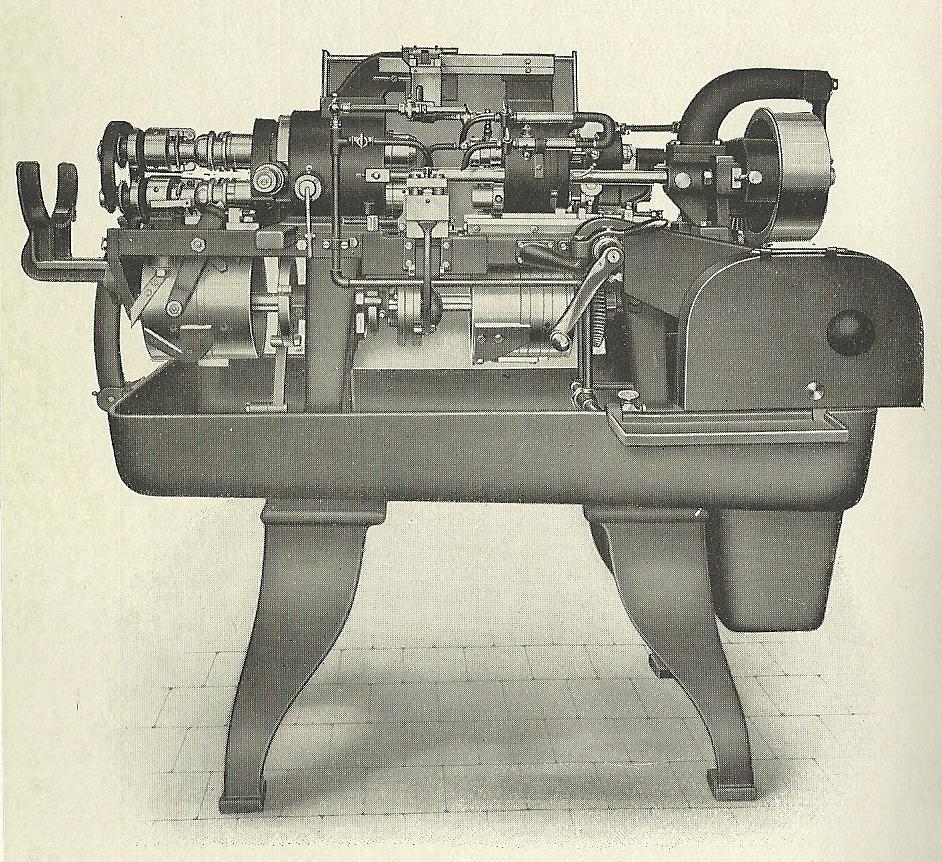
Pittler Revolverdrehbank – Modell VSI

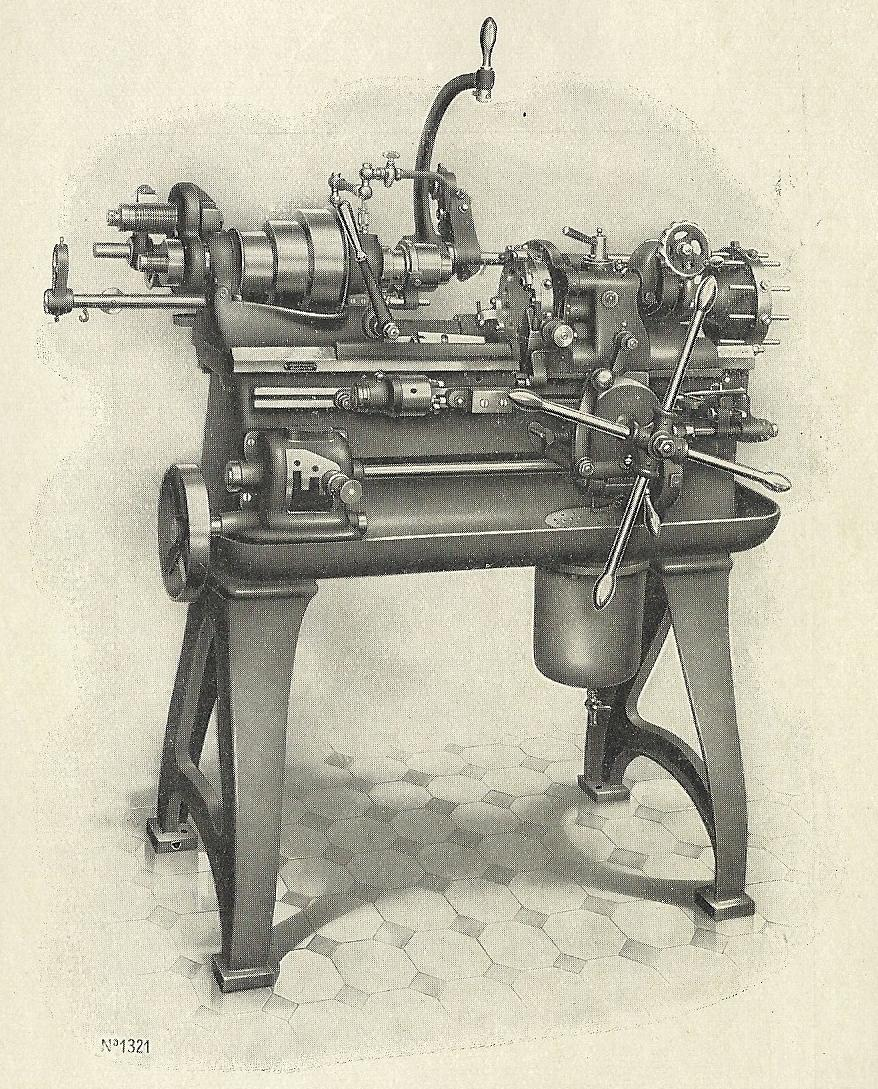
Pittler Revolverdrehbank – Modell BRA

Im Laufe der Jahre steigt die Zahl der Patente von Wilhelm von Pittler auf 200, welche er vor allem in England und Belgien gut verwerten konnte.
Unter anderem für:
- Dampfmotor mit Einspritz-Röhrenkessel (Jahr 1880)
- Näh-, Stick- und Stopfmaschine (Jahr 1887)
- Planetenrad-Differential (Jahr 1899)
- Trommelrevolverkopf für 10 Werkzeuge (Jahr 1892)
- Schwingender Doppelsupport für Fahrradnaben (Jahr 1893)
- Stahlkugelwalzwerk (Jahr 1896)
- Zigarrenpresse (Jahr 1897)
- Automobil mit Reibradantrieb (Jahr 1904)
- Automobil mit hydraulischer Kraftübertragung (Jahr 1905)

## Produkte
Werkzeugmaschinen, wie Pittler-Revolverdrehbänke, Ein- und Mehrspindel-Automaten, selbstlösende Gewindeschneideköpfe und stufenlos regelbare Flüssigkeitsgetriebe.